# كريستيان هوفمان فون هوفمانسفالداو
كريستيان هوفمان فون هوفمانسفالداو (بالألمانية: Christian Hoffmann von Hoffmannswaldau). أديب ألماني ولد عام 1617، ومات عام 1679، كان هوفمانسفالداو مستشاراً في مدينة برزلاو وكتب العديد من الأغنيات الدينية والدنيوية.

## أعماله
- ترجمات ألمانية وأشعار (منذ عام 1679).
- قصائد مختارة للسيد هوفمانسفالداو وآخرين «Herrn von Hoffmannswaldau und andrer» (مجموعة قصائد، أصدرها بنيامين نويكيرش).

## روابط خارجية
- كريستيان هوفمان فون هوفمانسفالداو على موقع الموسوعة البريطانية (الإنجليزية)
- كريستيان هوفمان فون هوفمانسفالداو على موقع ميوزك برينز (الإنجليزية)